# Ариела Ферера
Ариела Ферера (на испански: Ariella Ferrera) е колумбийска порнографска актриса.

## Биография
Когато навършва 5 години, тя заминава със семейството си в американския град Чикаго, щата Илинойс. Там израства, учи и работи като зъболекар.
Започва да работи в порно индустрията през 2009 г. и се снима за големи порнографски компании като Brazzers, Mile High, Pulse Distribution, Girlfriends Films и Digital Playground.
Към декември 2017 г. взима участие в 299 филма.